# بنجامين غينسبيرغ
بنجامين غينسبيرغ (بالإنجليزية: Benjamin Ginsberg)‏ هو مؤرخ أمريكي، ولد في 1947.